# Ludvig Lorichs (1867–1940)
Lorentz Ludvig Lorichs, född 23 juni 1867 i Heds församling, Västmanlands län, död där 25 november 1940, var en svensk bruksägare och riksdagspolitiker. Han var far till Ludvig, Nils och Erik Lorichs. Lorichs tillhörde den Hasselska grenen av adelsätten Lorichs.
Lorichs var ägare till järnbruket Bernshammar i Heds socken. Han var även politiker och ledamot av riksdagens andra kammare under spridda mandatperioder. Lorichs blev riddare av Vasaorden 1907 och av Nordstjärneorden 1921.
Han var författare till en rad topografiska och historiska böcker om Västmanland:
- Ur ett gammalt arkiv (1916)
- Köping-Uttersbergs järnväg 1866-1916 (1916)
- Västmanlands länslandsting 1863-1927 (1930)
- En bok om Heds socken (1931)
- Vägar och gästgivaregårdar i Västmanlands län (1932)
- Riksdagsmän från Västmanlands län och Västerås stift 1719–1866 (1934)
- En bok om Odensvi socken (1938)
- En bok om Malma socken (1940)
- Gunnilboboken (1952)